# Торфодобування

Торфодобування (рос. торфодобыча, англ. peat output; peatery, peatbog; нім. Torfbetrieb m, Torfabbau m) — сукупність операцій добування торфу з торфовищ, його переробки (в разі потреби), сушіння та збирання за допомогою торфових машин. Розробка торфового родовища включає його осушення, підготовку площ (корчування дерев, пеньків, звільнення поверхневого шару від сторонніх включень тощо). Видобуток торфу ведеться машинно-формувальним, гідравлічним, екскаваторним, фрезерним або комбінованим способами. Найпоширенішим і найбільш економічним є фрезерний спосіб торфодобування, за яким поверхневий шар торфовища подрібнюють (фрезерують), торфовий дрібняк сушать, а далі укладають у штабелі. За екскаваторним способом торфодобування торфовище одразу розробляють на всю глибину, а з торфу створюють цеглини (торфини). Безкар'єрно-глибинний спосіб торфодобування полягає у формуванні цеглин з торфової маси, вийнятої з траншей.